# 闫学东
闫学东（1975年9月—），河北沧州人，西南交通大学校长、党委副书记，中国共产党党员。

## 生平
1994年考入西安建筑科技大学，1999年6月获得城市规划学士学位；同年考入北京工业大学，攻读建筑学（城市设计）硕士学位，2000年底赴美留学，在中佛罗里达大学先后于2003年5月、2005年5月获硕士、博士学位（土木工程专业交通工程方向）。2005年至2007年，担任中佛罗里达大学博士后、副研究员。2007年8月至2011年2月，担任美国东南交通研究中心科研主任，田纳西大学土木环境工程系科研助理教授、博士生导师。2009年底开始在北京交通大学兼职授课及进行科研工作，2011年3月回国，担任北京交通大学交通运输学院教授、博士生导师。历任北京交通大学交通运输学院副院长，语言与传播学院院长，国际合作交流处处长兼港澳台办主任，党委常委、副校长。2023年11月，任西南交通大学校长、党委副书记。

## 科学研究
研究领域包括交通规划、智能交通、交通安全、驾驶模拟器、数据统计与模型分析等。

## 获奖与荣誉
- 教育部新世纪优秀人才（2011年）[7][2]
- 全国归侨侨眷先进个人（2018年）[8][2]
- 国家“万人计划”科技创新领军人才（2019年）[9][2]
- 全国侨联系统抗击新冠肺炎疫情先进个人（2021年）[10][2]
- 中国侨联第九届“侨界贡献奖”一等奖（2022年）[11][2]